# Галяга Аліна Михайлівна
Аліна Галяга (англ. Galiaga Alina; нар.. 31 травня 1990, Дніпропетровськ) — українська шашистка, майстер спорту міжнародного класу.
Багаторазова чемпіонка і призерка національних та міжнародних чемпіонатів з шашок-64 та шашок-100. Провідна спортсменка Дніпропетровської області. Чемпіонка України серед молоді 2013 року.
Майстер ФМЖД з шашок-64 з 2008 року. Майстер спорту України (2008).

## Освіта
- У 2005 році Аліна Галяга закінчила комунальний заклад освіти гімназії Ленінського району.
- Вступила до державного вищого навчального закладу «Дніпропетровський індустріальний коледж» та здобула кваліфікацію соціальний працівник (2005—2009). За відмінне навчання, активну участь у громадському житті коледжу та роботу в школі волонтерів А. Галязі призначили стипендію імені В. П. Борисова. Завершила навчання з червоним дипломом.
- З відзнакою закінчила Дніпродзержинський державний технічний університет і отримала повну вищу освіту, здобувши кваліфікацію спеціаліста з соціології.
- У 2014 році отримала другу вищу освіту у Класичному приватному університеті за напрямом «Фізичне виховання»[2].

## Спортивна кар'єра
Навчилася грати в шашки ще в дошкільному віці. Перший тренер, Дмитро Мариненко так пише про свою вихованку:
Можу зазначити, що це була дуже хороша, лагідна та мила домашня дитина. Мама, Світлана Андріївна, бабуся чи дідусь приводили чи забирали Алю з занять в ДЮСШ майже до самого мого від'їзду з Дніпропетровська. Як бачите меня дуже пощастило з вихованцями, і тому я з радістю працював з такими хорошими та розумними дітками… Після переїзду до Вінниці я сильно захворів. Все боліло — думав, що вмру, і дуже велику радість мав від звістки, що 12-річна Аліна Галяга стала чемпіонкою Дніпропетровської області серед жінок (!). 
Першим успіхом на міжнародній арені можна вважати 2001 рік. Аліна Галяга у місті Бендери (Молдова) стала переможницею чемпіонату світу з бліцу серед міні-кадеток.
Перший великий успіх серед жінок було досягнуто в 2003 році, коли 12-річна Аля Галяга стала чемпіонкою Дніпропетровської області серед жінок. В турнірі брали участь такі імениті спортсменки, як міжнародний гросмейстер Людмила Сивук, Олена Коротка, Катерина Котенко тощо.
Триразова чемпіонка Європи з російських шашок:
- 2003 рік серед дівчат до 13 років у класичній грі;
- 2003 рік серед дівчат до 13 років у блискавичній грі;
- 2011 рік серед молоді до 23 років у швидкій грі.

Чотириразова чемпіонка світу з російських шашок:
- 2001 рік серед міні-кадеток до 13 років у блискавичній грі;
- 2009 рік серед юніорок до 19 років у швидкій грі;
- 2012 рік серед молоді до 23 років у блискавичній грі Галяга Алина  Михайловна  [Архівовано 5 березня 2019 у Wayback Machine.];
- 2012 рік серед молоді до 23 років у класичній грі[5].

Учасниця чемпіонату світу з російських шашок 2011 року (зайняла 11-е місце в основній програмі) і чемпіонату світу з російських шашок 2013 року (зайняла 14-е місце в основній програмі, 10-е у програмі швидких шашок та 9-е у бліці).